# エルベール2世 (メーヌ伯)
エルベール2世（Herbert II, comte du Maine, 1047年 - 1062年3月9日）は、メーヌ伯（在位：1051年 - 1062年）。メーヌ伯ユーグ4世とベルト・ド・ブロワの息子。

## 生涯
父ユーグ4世の死後、アンジュー伯ジョフロワ・マルテルはメーヌを占領し、ベルト・ド・ブロワとル・マン司教ジェルヴェ・ド・シャトー・デュ・ロワールを追放した。二人はノルマンディー宮廷に逃亡した。
1056年、エルベール2世はル・マンから脱出し、ノルマンディー公ギヨーム2世の宮廷に赴いた。そこで妹のマルグリットはギヨーム2世の息子ロベール2世と婚約したが、結婚前に死去した。エルベール2世はメーヌ伯領をギヨーム2世に献上し、ギヨーム2世の娘アデライードと結婚する予定であったが、1062年に死去した。